# Морепорк
Морепорк (Ninox novaeseelandiae) — вид совоподібних птахів родини совових (Strigidae). Мешкає на Новій Зеландії і на острові Норфолк.

## Опис

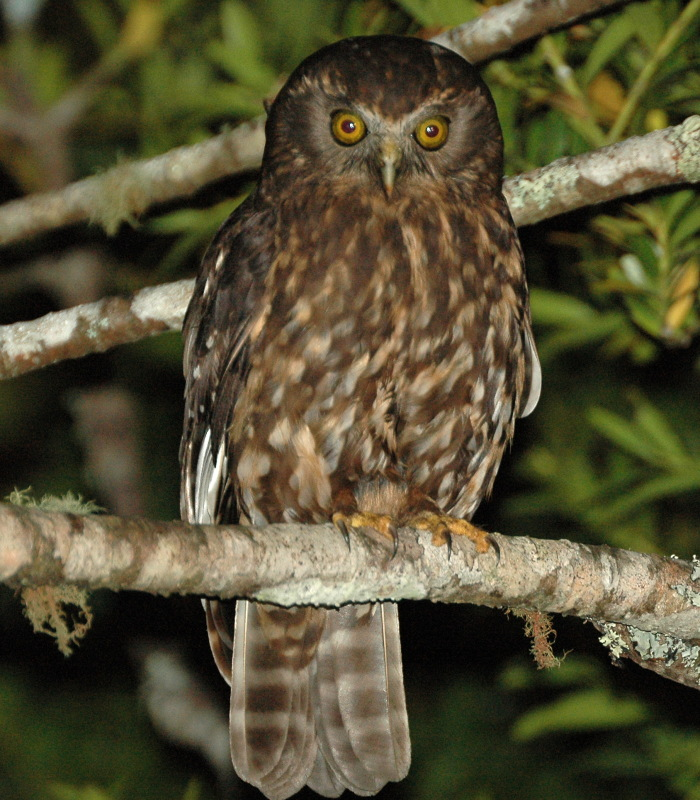
Морепорк

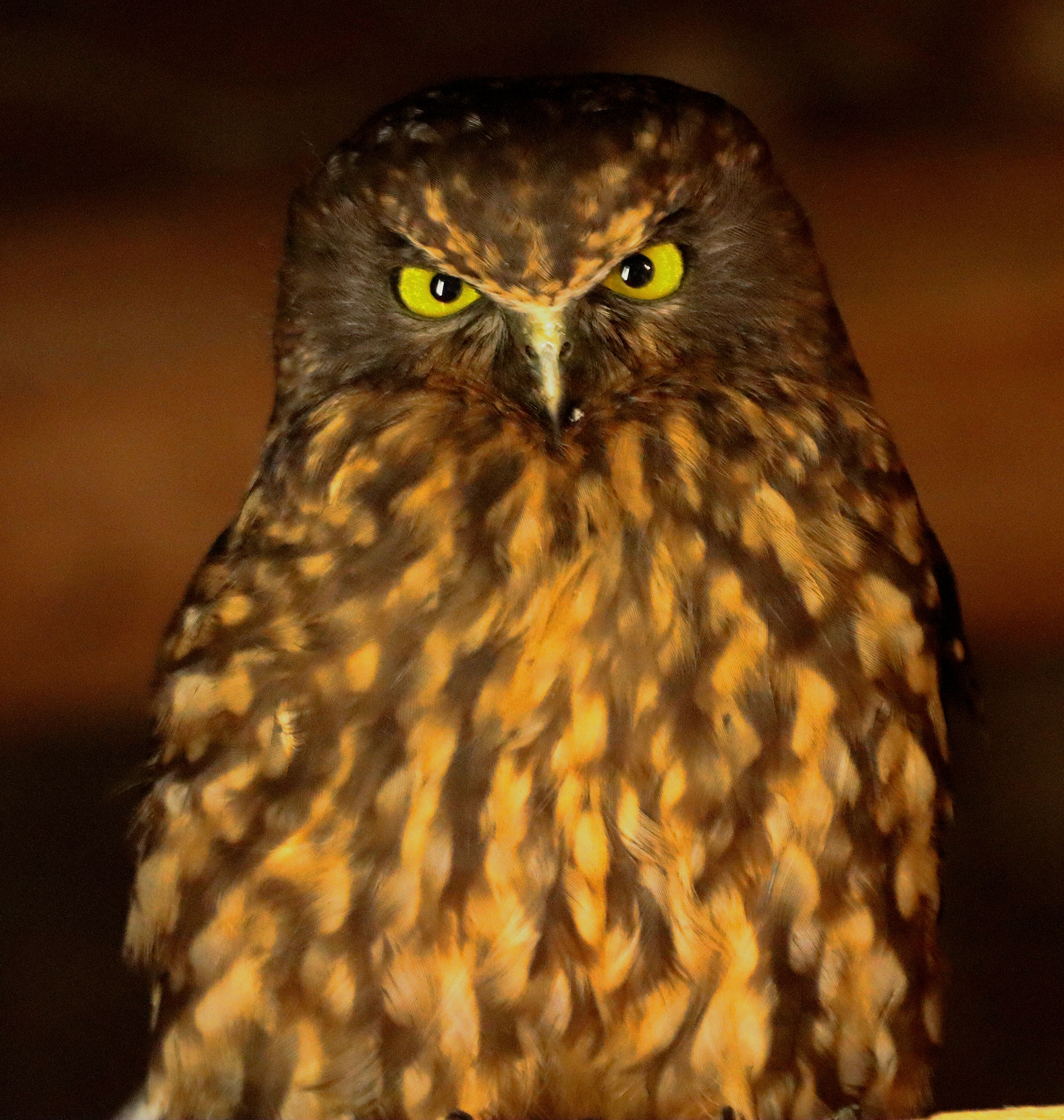
Морепорк

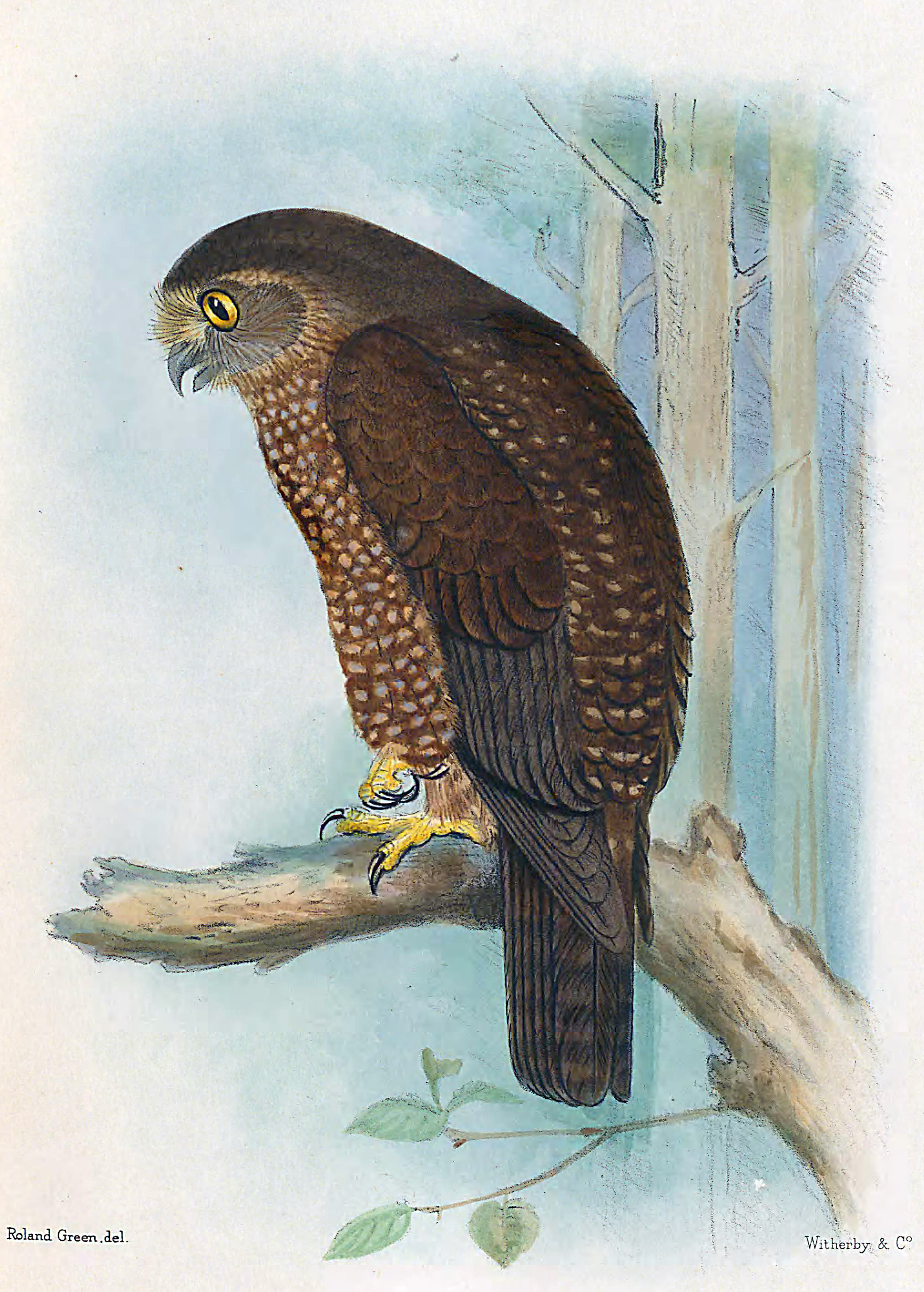
Норфолцький морепорк

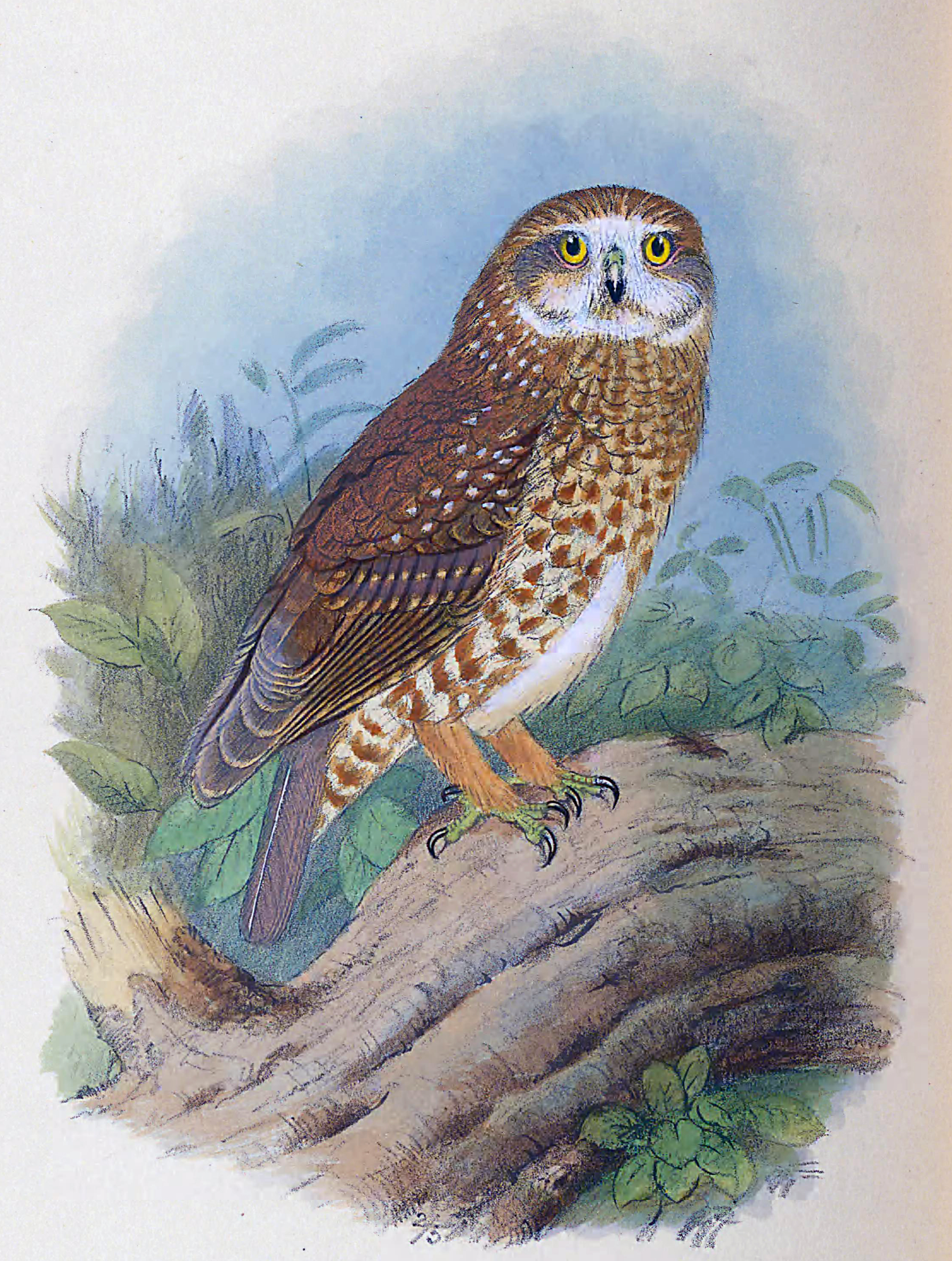
Вимерлий лорд-гавський морепорк

Довжина птаха становить 26-29 см, вага 140-216 г. Самиці є дещо більшими за самців. Голова і верхня частина тіла темно-коричневі. Голова і шия поцятковані блідо-коричневими плмами, решта верхньої частини тіла білими плямами. Над очима білі "брови", скроні темно-коричневі, щоки охристі. Підборіддя і горло охристі, пера на них мають темно-коричневі стрижні. Решта нижньої частини тіла переважно темно-коричнева, поцяткована охристими і білими плямами і смугами, особливо на животі. Хвіст темно-коричневий, поцяткований більш світлими коричневими смугами. Очі золотисто-жовті, дзьоб блідо-сизувато-сірий з чорним краєм, лапи оперені, пальці оранжеві або жовті з чорнуватими кігтями.
Молоді морепорки мають більш темне, сірувато-коричневе забарвлення, ніж дорослі птахи. Кінчики їх пер, які є залишками пуху пташенят, м'які і пухнасті, з частом вони стираються, найдовше залишаючись на голові. Птахи набувають дорослого забарвлення у віці трьох-чотирьох років. 
Голос — монотонне угукання «ru-ru» або «quor-quo», яке повторюється з інтервалом у кілька секунд.

## Таксономія
Морепорк був описаний британським орнітологом Джоном Летемом у праці «A General Synopsis of Birds» 1782 року, однак не вказав його біномінальну назву. Науково вид був описаний німецьким натуралістом Йоганном Фрідріхом Гмеліном у 1788 під назвою Strix novaeseelandiae.
Нідерландський орнітолог Герлоф Меес і німецький біолог-еволюціоніст Ернст Майр вважали таксономію морепорка надзвичайно заплутаною. Майр у 1943 році зазначив, що це «одна з найбільш складних задач, з якою я коли-небудь стикався». У своєму огляді австралійських сов 1964 року Меес розглядав австралійських сов-голконогів і морепорків, а також кілька інших таксонів з Індонезії і Папуа Нової Гвінеї як один вид — Ninox novaeseelandiae з 16 підвидами. У книзі 1968 року «Nightwatchmen of the Bush and Plain» австралійський натураліст Девід Флай зазначив, що сови з Тасманії більше нагадували сов з Нової Зеландії, ніж з материкової Австралії, хоча він, як і Меес, вважав їх усіх одним видом. Австралійська сова-голконіг була відділена від тасманійської сови-голконога і морепорка у 1999 році, в 5 томі Handbook of the Birds of the World, хоча деякі автори, зокрема австралійські орнітологи Леслі Христідіс і Волтер Боулс продовжували розглядати ці три таксони як один вид.
Вивчаючи морфологію і генетику австралійської сови-голконога, німецький біолог Міхаель Вінк і його колеги у 2008 році прийшли до висновку, що цей вид відрізняється від морепока і тасманійської сови-голконога (яку вони запропонували визнати окремим видом), і що натомість австралійські сови-голконоги є сестринським видом по відношенню до плямистих сов-голконогів. Спорідненість тасманійських сов-голконогів і морепорків була підтверджена також дослідженням 2017 року.

### Підвиди
Виділяють три підвиди, включно з одним вимерлим:
- N. n. novaeseelandiae (Gmelin, JF, 1788) — Північній і Південний острови, острів Стюарт та сусідні острови;
- N. n. undulata (Latham, 1801) — острів Норфолк. Остання самиця вимерла у 1996 році, однак залишається невелика популяція, гібридна з австралійськими совами-голконогами;
- †N. n. albaria Ramsay, EP, 1888 — острів Лорд-Гав. Вимерли у 1950-х.

## Поширення і екологія
Морепорки живуть в лісах, в яких переважають подокарпуси, нотофагуси, метросідерос та інші широколистяні дерева. На острові Норфолк вони живуть в лісах норфолкських араукарій Araucaria heterophylla. Зустрічаються поодинці, парами або невеликими сімейними зграйками, на висоті до 2300 м над рівнем моря, переважно до межі поширення хвойних дерев. Ведуть присмерковий і нічний спосіб життя, день проводять, ховаються в густих кронах дерев. В хмарні дні вони можуть бути активними і при денному світлі. Живляться великими комахами та іншими безхребетними, зокрема жуками, метеликами, гусінню, кониками, павуками, вета, а також дрібними птахами і гризунами. Гніздяться в дуплах дерев.